# Кромлех
Кромлехът (от бретонски crom – кръг и lech – камък) е мегалитно съоръжение, подобно на долмените и менхирите, с култово предназначение. Изградено е от големи каменни блокове, наредени в кръг или в няколко концентрични кръга, които могат да достигнат до 100 метра в диаметър. Най-известните кромлехи в света са Стоунхендж (в Англия) и Карнак (в Бретан).
Най-добре запазеният кромлех в България се намира в село Долни Главанак и е открит през 1998 г. Представлява окръжност с диаметър от около 10 м, съставена от вертикални каменни блокове със средна ширина 1 м, дебелина 0,5 м и височина 1,20 – 1,50 м, поставени директно върху скална основа, без да са правени специални дупки за тях. Стабилни са поради подходящата си форма, а някои са укрепени с по-малки камъни. Отстоят един от друг на приблизително равни разстояния от около 90 см. Запазени в изправено положение са 9 вертикални блока, а три са паднали близо до мястото си.
Археологическото проучване на кромлеха показва, че е изграден през втората фаза на ранно-желязната епоха (8 – 6 век пр. Хр.) и е функционирал дълъг период от време – религиозни обреди са били извършвани и през късно-желязната епоха (5 – 1 век пр. Хр.), а има находки и от Средновековието.
Не е проучен един малък кромлех западно от с. Хлябово, недалеч от най-известния многокамерен долмен в България.
Още един кромлех в България е открит през 2002 г. при с. Старо Железаре. Уникален е с това, че е бил затрупан под могила. Съставен е от 24 каменни стълба с височина от 0,5 до 2 м и има диаметър 6,5 – 7 м. При него няма редуване на високи с ниски менхири и в този смисъл той напомня типичните кромлехи в Западна Европа. По северния полукръг са по-високи, отколкото в южния полукръг. Блоковете-менхири са от доста трошлива и нетрайна скала. Обектът е разкопан и изоставен и бързо се руши от ерозията – през 2009 г. всичките каменни стълбове са паднали, повечето разчупени. През 2016 г. предстои довършване на разкопките и консервиране на камъните на кромлеха, след което е възможно да бъде направен защитен купол.